# 사이버 먼데이
사이버 먼데이(Cyber Monday)는 11월 넷째주 목요일인 미국의 추수감사절 다음 첫 번째 월요일을 뜻하는 마케팅 용어이다. ‘사이버 먼데이’라는 용어는 마케팅 회사들이 연휴가 끝난 후 일상 생활에 복귀한 소비자들에게 온라인으로 물건을 구입하도록 독려한데서 나왔다. 이 용어는 2005년 11월 28일 Shop.org 웹사이트가"'Cyber Monday Quickly Becoming One of the Biggest Online Shopping Days of the Year"라는 문구를 걸고나오면서 시작되었다.
Shop.org/Bizrate 2005 eHoliday Mood Study 연구에 따르면, ""77%의 온라인 소매상들에 따르면 추수감사절 다음주 월요일에 판매가 급증한다고 한다, 이러한 현상은 금년 사이버 먼데이에 대규모 온라인 할인과 판매촉진행사를 이끌었다"고 밝혔다. 2013년 사이버 먼데이에는 온라인 판매가 전년 대비 20.6% 늘었으며, 22억 9천만 달러 매출을 올렸다.
사이버 먼데이는 국제적인 마케팅 용어로 자리잡았으며 현재 독일과 아일랜드, 아르헨티나, 영국, 일본, 중국, 칠레, 캐나다, 콜럼비아, 포르투갈에서 판매촉진행사가 진행되고 있다.

## 용어의 기원
사이버 먼데이라는 마케팅 용어는 2005년 할리데이 시즌에 처음으로 전자상거래 커뮤니티가 사용했다. Shop.org의 대표인 스캇 실버맨에 따르면, 이 용어는 2004년에 나온 "인터넷 쇼핑매출액이 1년중 가장 큰 날이 추수감사절 다음 주 월요일"이라는 연구결과를 토대로 나온 것이라고 한다. 유통업체들은 또한 그 전해년도 12월 5일부터 15일이 대목이였다고 밝혔다. 2005년 11월 말무렵, 뉴욕타임즈는 "사이버 먼데이라고 불리는 이 날이 추수감사절 연휴가 끝나고 돌아오는 주 월요일 빠른 인터넷을 사용할 수 있는 회사에서 수백만의 미국인 직장인들이 쇼핑을 하는게 급증하면서 나타난 현상"이라고 보도했다. 토니 발라도에 의해 나온 이 아이디어는 2003년 1800Flowers.com에서 일하던 당시에 추수감사절 전 진행하던 수요일 화이트 웬즈데이에서 나온 것이라고 한다.

## 미국

### 인터넷 쇼핑
2006년 comScore가 발표한 자료에 따르면 사이버 먼데이때 온라인 지출이 25%급증하여 6억 8백만 달러에 달했고, 2007년엔 21%가 증가하여 7억 3천 3백억 달러, 그리고 2008년엔 15%가 증가하여 8억 4천 6백만 달러에 이르렀다고 한다.
2009년 자료에 따르면, 사이버 먼데이때 온라인 지출은 5%가 늘어 8억 8천 7백만 달러를 기록했고, 절반 이상의 매출액(52.7%, 전년대비 2.3% 증가)이 사무용 컴퓨터에서 발생했다고 한다. 가정에서 구매한 비중은 41.6%, 해외에서 발생한 매출액은 5.8%였다고 한다. comScore 대표 Gian Fulgoni애 따르면, “comScore의 자료는 사이버 먼데이때 온라인 매출액이 주로 사무구역에서 발생했음을 알 수 있다. 이러한 소비지출행태는 변하지 않았다. 추수감사절 명절지출이 크게 앞서긴 하지만, 이 지출행태는 직장에서도 계속 이어진다. 사이버 먼데이에 큰 할인행사가 있어서인지 가족들의 눈을 피해 선물을 사고 싶어서인지는 확실치 않지만, 이 날은 미국 인터넷 소비자들에게 중요한 연례행사로 자리잡게 됐다."고 밝혔다.
2010년 comScore는 온라인 쇼핑 매출액이 전년대비 16%가 늘어 처음으로 10억 달러를 넘어섰다고 밝혔다.(10억 2천 8백만 달러).  2011년에는 11월 28일부터 12월 2일까지 미국인들이 온라인에서 60억 달러이상을 지출했다고 한다. 2012년에는 사이버 먼데이때 매출액이 전년대비 17%가 늘어 14억 6천 5백만 달러에 달했다고 한다. 2013년에도 사이버 먼데이 매출액은 계속해서 증가하여 최고매출액을 갱신했는데 그 규모가 무료 22조 9천억 달러에 달했다고 한다.
| 일자      | 연도 | 매출액 (백만 달러) | % 증감률 |
| --------- | ---- | ------------------ | -------- |
| 11월 27일 | 2006 | $610               | N/A      |
| 11월 26일 | 2007 | $730               | +20%     |
| 12월 1일  | 2008 | $846               | +16%     |
| 11월 30일 | 2009 | $887               | +5%      |
| 11월 29일 | 2010 | $1,028             | +16%     |
| 11월 28일 | 2011 | $1,251             | +22%     |
| 11월 26일 | 2012 | $1,465             | +17%     |
| 12월 2일  | 2013 | $1,735             | +18%     |

### 고용주와 인터넷 쇼핑
미국의 고용주들은 사이버먼데이를 포함하여 근무시간에 회사집기로 행해지는 비근무행태로 대량의 피고용인들을 해고시킨다. 2011년 11월엔 22%의 고용주가 인터넷으로 비근무행태를 하는 종업원들을 해고했으며, 7%의 인사담당자들은 쇼핑을 한 종업원들을 해고하였고,54%에 달하는 고용주들은 특정웹사이트를 사용할 수 없도록 인터넷을 차단하였다.

## 다른 국가들

### 아메리카

#### 아르헨티나
아르헨티나의 언론에 따르면, 2014년 11월 11일 사이버 먼데이에 온라인 쇼핑 매출액이 전년대비 10배 급증했다고 한다.

#### 캐나다
캐나다는 2008년에 처음으로 사이버 먼데이가 실시되었다. 내셔널 포스트 2010년 11월 25일자 기사에 따르면, 캐나다 달러와 미국달러의 화폐가치의 차이가 거의 없었기 때문에, 캐나다 유통업체들로 하여금 블랙프라이데이와 사이버먼데이 행사참여를 유발했다고 한다. 기사에 따르면 80%의 캐나다 소비자들이 블랙 프라이데이와 사이버 먼데이때 쇼핑을 할 것이라고 밝혔다고 한다. 캐나다인들도 주로 보는 미국의 주요 언론매체들이 블랙프라이데이와 사이버먼데이 행사에 캐나다인들도 구매를 할 수 있다고 밝히자, 캐나다 유통업체들은 캐나다 달러가 미국으로 빠져나가는 것을 막기 위하여 자체적인 행사를 기획했다.
2011년엔 80%의 캐나다 온라인 유통업체들이 사이버 먼데이에 참여했다.

#### 칠레
칠레는 2011년 11월 28일에 처음으로 사이버 먼데이가 실시되었다. .

#### 콜럼비아
콜럼비아는 2012년 11월 26일에 처음으로 사이버 먼데이를 실시했다. 정부와 상공회의소 주도로 실시되었다. .

### 아시아

#### 인도
2012년 12월 12일 월요일에 인도는 자국에 특화된 사이버 먼데이(Great Online Shopping Festival)를 여러 인터넷 쇼핑업체들과 실시했다. 참가한 업체들은 Flipkart과 Snapdeal, HomeShop18, Indiatimes shopping, MakeMyTrip이 있다. 구글은 이것이 산업 전반에 걸쳐 진행된 첫번째 협력사업이었다고 말했다.

#### 일본
아마존 일본은 사이버 먼데이를 2012년 Japan Anniversary Association에 등록했다고 발표했다. 아마존 일본은 2012년 12월 10일부터 16일까지 7일간 사이버 먼데이를 진행했다.

### 유럽

#### 프랑스
미국의 사이버 먼데이에 영감은 받은 프랑스는 2008년에 처음으로 이 촉진행사를 실시했다.

#### 독일
아마존 독일(Amazon.de)은 2010년에 처음으로 사이버 먼데이를 독일에 접목시켰다고 발표했다.

#### 포르투갈
포르투갈에선 사이버 먼데이가 2009년에 처음으로 등장했다.

#### 영국
가디언지 2009년 기사에 따르면, 영국의 대다수 인터넷 유통업체들은 사이버먼데이를 일년 중 가장 바쁜날로 꼽았다고 한다.

### 오세아니아

#### 오스트레일리아
2012년 11월 20일 오후 7시를 기해, 호주 인터넷 유통업체들이 처음으로 사이버 먼데이와 비슷한 "Click Frenzy"를 진행했다. 하지만 실시하자마자, Click Frenzy 프로모션 웹사이트를 비롯하여, 다수의 쇼핑몰 웹사이트들이 먹통이 되었으며, 서버 접속이 끊기거나 여러 중대한 문제점이 발생했다. 호주의 주요 유통업자인 David Jones가 같은 날 'Christmas Frenzy'를 진행했다.

#### 뉴질랜드
인터넷 유통업체인 Belly Beyond는 2010년 11월 29일에 뉴질랜드에서 처음으로 사이버 먼데이를 진행했다. 이 행사는 월요일부터 금요일까지 5일간 진행됐다.

## 관련글
- 검은 금요일

## 같이 보기
- 블랙 프라이데이
- 아무것도 사지 않는 날
- 광군제

## 참고
1. ↑  11월 26일 ~ 12월 2일 사이의 월요일
2. ↑  “'Cyber Monday' Quickly Becoming One of the Biggest Online Shopping Days of the Year”. 《Shop.org》. 2012년 11월 28일에 원본 문서에서 보존된 문서. 2012년 11월 25일에 확인함.
3. ↑  “"Fundivo - Cyber Monday Statistics"”. 2014년 10월 18일에 원본 문서에서 보존된 문서. 2014년 11월 13일에 확인함.
4. ↑  http://www.businessweek.com/bwdaily/dnflash/nov2005/nf20051129_9946_db016.htm?campaign_id=rss_tech{{ 보관됨 2012-02-04 - 웨이백 머신
5. ↑  “Shop 'til your mouse breaks: Etailers await "Cyber" Monday”. CNN.com. 2005년 11월 28일. 2007년 11월 26일에 확인함.[깨진 링크]
6. ↑  Michael Barbaro (2005년 11월 11일). “Online sales take off on 'Cyber Monday'”. 《The New York Times》.
7. ↑  “보관된 사본”. 2014년 10월 24일에 원본 문서에서 보존된 문서. 2014년 11월 13일에 확인함.
8. ↑  “Cyber Monday E-Commerce Spending Beats Forecast; Climbs 25 Percent Versus Last Year to $608 Million”. 《comScore》. November 2006.
9. ↑  “Cyber Monday Spending Propels Holiday E-Commerce to Strong Week of More than $4 Billion in Sales”. 《comScore》. December 2007.
10. ↑  “E-Commerce Spending Jumps 15 Percent on Cyber Monday to $846 Million, the Second Heaviest Online Spending Day on Record”. 《comScore》. December 2008.
11. 1 2  “Cyber Monday Online Sales Up 5 Percent vs. Year Ago to $887 Million to Match Heaviest Online Spending Day in History”. 《comScore》. December 2009.
12. ↑  Anderson, Mae (2010년 12월 1일). “Cyber Monday biggest spending day online ever, firm says sales top $1 billion”. 《Chicago Tribune》. 2010년 12월 2일에 원본 문서에서 보존된 문서. 2010년 12월 2일에 확인함.
13. ↑  “'Cyber Week' Results in Record Online Spending of $6 Billion”. 《WBNG》. 2011년 12월 6일. 2013년 12월 12일에 원본 문서에서 보존된 문서. 2011년 12월 5일에 확인함.
14. ↑  “Cyber Monday Prediction Results for 2012”. 《BestCyberWeek.com》. August 2013. 2013년 10월 16일에 원본 문서에서 보존된 문서. 2014년 11월 13일에 확인함.
15. ↑  “"Fundivo's Cyber Monday Statistics"”. 2014년 10월 18일에 원본 문서에서 보존된 문서. 2014년 11월 13일에 확인함.
16. ↑  “Shopping On The Clock: Cyber Monday In The Workplace”. 《aol.com》. 2011년 11월 27일에 확인함.
17. ↑  “Staying Safe Online On Cyber Monday”. 《http://www.cybermondaysniper.com/》. 2014년 9월 13일에 원본 문서에서 보존된 문서. 2014년 9월 12일에 확인함. |work=에 외부 링크가 있음 (도움말)
18. ↑  “Cyber Monday: creció 10 veces la cantidad de compradores”. 《Clarín.com》 (스페인어). 2014년 11월 11일. 2014년 11월 12일에 확인함.
19. 1 2  Canadian retailers fight back against Black Friday deals, Toronto Start 2012
20. 1 2  “Arts”. National Post. 2010년 11월 25일. |장=이 무시됨 (도움말)[깨진 링크(과거 내용 찾기)].
21. ↑  “Noticias” (스페인어). La segunda. November 2011. |장=이 무시됨 (도움말)
22. ↑  “Cyberlunes.com.co” (스페인어). 2012년 11월 25일. 2013년 1월 1일에 원본 문서에서 보존된 문서. 2014년 11월 13일에 확인함. |장=이 무시됨 (도움말)
23. ↑  “Google partners e-commerce sites for 'Cyber Monday' on December 12”. 《Economic Times》. 2012년 12월 4일. 2016년 3월 5일에 원본 문서에서 보존된 문서. 2012년 12월 31일에 확인함.
24. ↑  “Amazon.co.jp registered Cyber Monday with Japan Anniversary Association” (일본어). JP. 2012년 12월 1일에 원본 문서에서 보존된 문서. 2012년 12월 1일에 확인함.
25. ↑  “Le 24 novembre, le Cybermonday débarque en France”. 《ZDNet》 (프랑스어) (France). 2013년 2월 13일에 원본 문서에서 보존된 문서. 2010년 8월 24일에 확인함.
26. ↑  “Amazon.de bringt Cyber Monday nach Deutschland”. 《Presseportal》 (독일어) (DE). 2011년 11월 3일에 확인함.
27. ↑  “Lojas online fazem uma semana de descontos loucos”. 《Jornal i》 (포르투갈어) (PT). 2015년 9월 24일에 원본 문서에서 보존된 문서. 2010년 11월 18일에 확인함.
28. ↑  Teather, David (2009년 11월 23일). “Amazon gets set for cyber Monday as Christmas shopping online clicks — Internet retailers are preparing for a deluge of online orders on their busiest day of the year in the lead-up to Christmas”. London: The Guardian. 2009년 11월 23일에 확인함.
29. ↑  “The Accidentally-on-Purpose History of Cyber Monday”. 《Esquire》. 2010년 11월 29일에 확인함.[깨진 링크(과거 내용 찾기)]